# Список установ та організацій, що належать до сфери управління Міністерства культури України

#### Театри
До сфери управління Міністерства культури належить 98 театрів, з яких 6 — державної власності, 92 — комунальної. 10 театрів мають статус національного. Найбільше театрів знаходиться у місті Києві — 18, наступними за цим показником є Дніпро — 9, Львів — 8, Одеса — 6, Харків та Запоріжжя — 5. Два заклади знаходяться на тимчасово окупованих територіях (обидва — в Донецьку, мають національний статус). Два заклади носять імена осіб, що підпадають під дію закону про декомунізацію, і один — Орден червоного прапора.

##### Національні
| Назва                                                                                  | Місто   | Фото | Примітки                                     |
| -------------------------------------------------------------------------------------- | ------- | ---- | -------------------------------------------- |
| Національний академічний драматичний театр імені Івана Франка                          | Київ    |      |                                              |
| Національний академічний український драматичний театр імені Марії Заньковецької       | Львів   |      |                                              |
| Національний академічний драматичний театр імені Лесі Українки                         | Київ    |      |                                              |
| Національний академічний театр опери та балету України імені Тараса Шевченка           | Київ    |      |                                              |
| Одеський національний академічний театр опери та балету                                | Одеса   |      |                                              |
| Львівський національний академічний театр опери та балету імені Соломії Крушельницької | Львів   |      |                                              |
| Харківський національний академічний театр опери та балету імені Миколи Лисенка        | Харків  |      |                                              |
| Донецький академічний державний театр опери та балету імені Анатолія Солов'яненка      | Донецьк |      | Фактично перейшов під опіку терористів «ДНР» |
| Донецький національний академічний театр опери та балету імені А. Б. Солов'яненка      | Донецьк |      | Фактично перейшов під опіку терористів «ДНР» |

##### Інші
Більшість театрів розташовані в обласних центрах. Винятки складають такі міста як Кривий Ріг (2 театри), Біла Церква, Кам'янське, Дрогобич, Ніжин, Павлоград (по одному театру).
| Назва                                                                                             | Місто            | Фото  |
| ------------------------------------------------------------------------------------------------- | ---------------- | ----- |
| Київський академічний театр драми і комедії на лівому березі Дніпра                               | Київ             |       |
| Київський академічний драматичний театр на Подолі                                                 | Київ             |       |
| Київський академічний Молодий театр                                                               | Київ             |       |
| Київський академічний театр юного глядача на Липках                                               | Київ             |       |
| Київський муніципальний академічний театр опери і балету для дітей та юнацтва                     | Київ             |       |
| Київський академічний театр ляльок                                                                | Київ             |       |
| Київський муніципальний академічний театр ляльок                                                  | Київ             |       |
| Експериментальна майстерня «Театр маріонеток»                                                     | Київ             |       |
| Київська академічна майстерня театрального мистецтва «Сузір'я»                                    | Київ             |       |
| Київський академічний театр «Колесо»                                                              | Київ             |       |
| Київський експериментальний театр «Золоті ворота»                                                 | Київ             |       |
| Український малий драматичний театр                                                               | Київ             |       |
| Новий драматичний театр на Печерську                                                              | Київ             |       |
| Циганський академічний музично-драматичний театр «Романс»                                         | Київ             |       |
| Київський академічний театр українського фольклору «Берегиня»                                     | Київ             |       |
| Вінницький академічний обласний театр ляльок                                                      | Вінниця          |       |
| Вінницький обласний український академічний музично-драматичний театр імені М. К. Садовського     | Вінниця          |       |
| Волинський обласний театр ляльок                                                                  | Луцьк            |       |
| Волинський академічний обласний український музично-драматичний театр імені Т. Г. Шевченка        | Луцьк            |       |
| [[Дніпровський академічний театр опери та балету                                                  | Дніпро           |       |
| Дніпровський академічний український музично-драматичний театр імені Тараса Шевченка              | Дніпро           |       |
| Дніпровський академічний театр драми і комедії                                                    | Дніпро           |       |
| Дніпропетровський академічний обласний український молодіжний театр                               | Дніпро           |       |
| Дніпровський міський молодіжний театр-студія «Віримо!»                                            | Дніпро           |       |
| Дніпровський міський театр ляльок                                                                 | Дніпро           |       |
| Дніпровський міський театр «ДГУ»                                                                  | Дніпро           |       |
| Дніпровський міський телевізійний театр                                                           | Дніпро           |       |
| Дніпровський академічний міський український театр одного актора «Крик»                           | Дніпро           |       |
| Академічний музично-драматичний театр імені Лесі Українки                                         | Кам'янське       |       |
| Криворізький академічний міський театр драми та музичної комедії імені Т.Шевченка                 | Кривий Ріг       |       |
| Криворізький міський театр ляльок                                                                 | Кривий Ріг       |       |
| Павлоградський драматичний театр імені Б. Є. Захави                                               | Павлоград        |       |
| Житомирський академічний обласний український музично-драматичний театр імені І.Кочерги           | Житомир          |       |
| Житомирський академічний обласний театр ляльок                                                    | Житомир          |       |
| Івано-Франківський академічний обласний український музично-драматичний театр імені Івана Франка  | Івано-Франківськ |       |
| Театр фольклору, народних свят і видовищ                                                          | Івано-Франківськ |       |
| Івано-Франківський академічний обласний театр ляльок імені Марійки Підгірянки                     | Івано-Франківськ |       |
| Коломийський академічний обласний український драматичний театр імені Івана Озаркевича            | Коломия          |       |
| Запорізький академічний обласний театр юного глядача                                              | Запоріжжя        |       |
| Запорізький обласний театр ляльок                                                                 | Запоріжжя        |       |
| Запорізький муніципальний театр-лабораторія «VIE»                                                 | Запоріжжя        |       |
| Запорізький академічний обласний український музично-драматичний театр імені В. Г. Магара         | Запоріжжя        |       |
| Запорізький муніципальний театр танцю                                                             | Запоріжжя        |       |
| Київський академічний обласний музично-драматичний театр імені П. К. Саксаганського               | Біла Церква      |       |
| Кіровоградський академічний обласний український музично-драматичний театр імені М.Кропивницького | Кропивницький    |       |
| Кіровоградський академічний обласний театр ляльок                                                 | Кропивницький    |       |
| Львівський академічний молодіжний театр імені Леся Курбаса                                        | Львів            |       |
| Львівський академічний обласний театр ляльок                                                      | Львів            |       |
| Львівський академічний обласний музично-драматичний театр імені Ю.Дрогобича                       | Дрогобич         |       |
| Перший академічний український театр для дітей та юнацтва                                         | Львів            |       |
| Львівський академічний духовний театр «Воскресіння»                                               | Львів            |       |
| Львівський драматичний театр ім. Лесі Українки                                                    | Львів            |       |
| Львівський театр естрадних мініатюр «І люди, і ляльки»                                            | Львів            |       |
| Миколаївський академічний український театр драми та музичної комедії                             | Миколаїв         |       |
| Миколаївський академічний художній драматичний театр                                              | Миколаїв         |       |
| Миколаївський обласний театр ляльок                                                               | Миколаїв         |       |
| Одеський академічний український музично-драматичний театр імені В. Василька                      | Одеса            |       |
| Одеський обласний академічний драматичний театр                                                   | Одеса            |       |
| Одеський театр юного глядача імені Юрія Олеші                                                     | Одеса            |       |
| Одеський обласний театр ляльок                                                                    | Одеса            |       |
| Одеський академічний театр музичної комедії ім. М.Водяного                                        | Одеса            |       |
| Полтавський академічний обласний український музично-драматичний театр імені М.Гоголя             | Полтава          |       |
| Полтавський академічний обласний театр ляльок]                                                    | Полтава          |       |
| Рівненський обласний академічний український музично-драматичний театр                            | Рівне            |       |
| Рівненський академічний обласний театр ляльок                                                     | Рівне            |       |
| Сумський обласний театр для дітей та юнацтва                                                      | Суми             |       |
| Сумський обласний академічний театр драми та музичної комедії імені М. С. Щепкіна                 | Суми             |       |
| Тернопільський академічний обласний український драматичний театр імені Т. Г. Шевченка            | Тернопіль        |       |
| Тернопільський академічний обласний театр актора і ляльки                                         | Тернопіль        |       |
| Харківський державний академічний український драматичний театр імені Т.Шевченка                  | Харків           |       |
| Харківський академічний драматичний театр                                                         | Харків           |       |
| Харківський академічний театр музичної комедії                                                    | Харків           |       |
| Харківський державний академічний театр ляльок імені В. А. Афанасьєва                             | Харків           |       |
| Херсонський академічний обласний театр ляльок                                                     | Херсон           |       |
| Херсонський обласний академічний музично-драматичний театр імені М.Куліша                         | Херсон           |       |
| Хмельницький обласний музично-драматичний театр імені Михайла Старицького                         | Хмельницький     |       |
| Хмельницький академічний обласний театр ляльок «ДИВЕНЬ»                                           | Хмельницький     |       |
| Хмельницький монотеатр «Кут»                                                                      | Хмельницький     | 150px |
| Черкаський академічний обласний український музично-драматичний театр імені Т. Г. Шевченка        | Черкаси          |       |
| Черкаський академічний театр ляльок Черкаської обласної ради                                      | Черкаси          |       |
| Чернівецький академічний обласний український музично-драматичний театр імені Ольги Кобилянської  | Чернівці         |       |
| Чернівецький академічний обласний театр ляльок                                                    | Чернівці         |       |
| Ніжинський академічний український драматичний театр імені М. М. Коцюбинського                    | Ніжин            | 150px |
| Чернігівський обласний дитячий (ляльковий) театр імені О. П. Довженка                             | Чернігів         |       |
| Чернігівський обласний Молодіжний театр                                                           | Чернігів         |       |
| Чернігівський обласний академічний український музично-драматичний театр імені Т. Г. Шевченка     | Чернігів         |       |

#### Бібліотеки
До сфери управління Міністерства культури належить 27 бібліотек, з яких 5 мають статус національної (з них 4 — у місті Києві), 1 — державної і 21 — обласна бібліотеки (в усіх областях України окрім Київської, а також Донецької і Луганської областей, обласні центри яких знаходяться на тимчасово окупованій території; не входять до цього списку також бібліотеки окупованих міст Кримського півострову).

##### Національні та державні
| Назва                                                        | Місто  | Фото | Примітки |
| ------------------------------------------------------------ | ------ | ---- | -------- |
| Національна парламентська бібліотека України                 | Київ   |      |          |
| Національна історична бібліотека України                     | Київ   |      |          |
| Державна бібліотека України для юнацтва                      | Київ   |      |          |
| Національна бібліотека України для дітей                     | Київ   |      |          |
| Одеська національна наукова бібліотека                       | Одеса  |      |          |
| Харківська державна наукова бібліотека імені В. Г. Короленка | Харків |      |          |

##### Обласні
| Назва | Місто            | Фото |
| --- | ---------------- | ---- |
| Вінницька обласна універсальна наукова бібліотека імені Валентина Отамановського                           | Вінниця          |      |
| Волинська державна обласна універсальна наукова бібліотека імені Олени Пчілки                              | Луцьк            |      |
| Дніпропетровська обласна універсальна наукова бібліотека імені Первоучителів слов'янських Кирила і Мефодія | Дніпро           |      |
| Житомирська обласна універсальна наукова бібліотека імені Олега Ольжича                                    | Житомир          |      |
| Закарпатська обласна універсальна наукова бібліотека                                                       | Ужгород          |      |
| Запорізька обласна універсальна наукова бібліотека                                                         | Запоріжжя        |      |
| Івано-Франківська обласна універсальна наукова бібліотека імені І. Франка                                  | Івано-Франківськ |      |
| Обласна універсальна наукова бібліотека імені Д. І. Чижевського                                            | Кропивницький    |      |
| Львівська обласна універсальна наукова бібліотека                                                          | Львів            |      |
| Миколаївська державна обласна універсальна наукова бібліотека                                              | Миколаїв         |      |
| Одеська обласна універсальна наукова бібліотека ім. М. С. Грушевського                                     | Одеса            |      |
| Полтавська обласна універсальна наукова бібліотека імені Івана Котляревського                              | Полтава          |      |
| Рівненська державна обласна бібліотека                                                                     | Рівне            |      |
| Сумська обласна універсальна наукова бібліотека                                                            | Суми             |      |
| Тернопільська обласна універсальна наукова бібліотека                                                      | Тернопіль        |      |
| Харківська обласна універсальна наукова бібліотека                                                         | Харків           |      |
| Херсонська обласна універсальна наукова бібліотека імені Олеся Гончара                                     | Херсон           |      |
| Хмельницька обласна універсальна наукова бібліотека                                                        | Хмельницький     |      |
| Черкаська обласна універсальна наукова бібліотека імені Т. Г. Шевченка                                     | Черкаси          |      |
| Чернігівська обласна універсальна наукова бібліотека імені Софії та Олександра Русових                     | Чернігів         |      |
| Чернівецька обласна універсальна наукова бібліотека імені Михайла Івасюка                                  | Чернівці         |      |

#### Циркові заклади
До сфери управління Міністерства культури належить 17 закладів, з яких чотири знаходяться в Києві (і 3 — у будівлі на площі Перемоги), 3 — у Харкові, 5 — на тимчасово окупованих територіях..
| Назва                                                                                    | Місто       | Фото |                                                                                                  |
| ---------------------------------------------------------------------------------------- | ----------- | ---- | ------------------------------------------------------------------------------------------------ |
| Державне підприємство «Національний цирк України»                                        | Київ        |      |                                                                                                  |
| Державне підприємство «Державна циркова компанія України»                                | Київ        |      |                                                                                                  |
| Державне підприємство «Цирковий творчий колектив „Зірки України“»                        | Київ        |      |                                                                                                  |
| Державне підприємство «Донецький державний цирк»                                         | Донецьк     |      | З 11 червня 2015 ця установа фігурує також на сайті «Міністерства культури Донецької республіки» |
| Державне підприємство «Дніпровський державний цирк»                                      | Дніпро      |      |                                                                                                  |
| Державне підприємство «Запорізький державний цирк»                                       | Запоріжжя   |      |                                                                                                  |
| Державне підприємство «Криворізький державний цирк»                                      | Кривий Ріг  |      |                                                                                                  |
| Державне підприємство «Львівський державний цирк»                                        | Львів       |      |                                                                                                  |
| Державне підприємство «Луганський державний цирк»                                        | Луганськ    |      | Відмовився від переїзду на підконотрольні Україні території                                      |
| Державне підприємство «Одеський державний цирк»                                          | Одеса       |      |                                                                                                  |
| Державне підприємство «Ялтинський державний цирк»                                        | Ялта        |      | Не діє. Планується спорудження в Ялті нового цирку підприємством «Росгосцирк»                    |
| Державне підприємство «Сімферопольський державний цирк»                                  | Сімферополь |      | Діє як «автономний заклад Республіки Крим»                                                       |
| Державне підприємство «Севастопольський літній державний цирк»                           | Севастополь |      | Вважає себе відділенням федеральної організації «Росгосцирк»                                     |
| Державне підприємство «Харківський державний цирк імені Ф. Д. Яшинова»                   | Харків      |      |                                                                                                  |
| Державне підприємство «Українська дирекція з підготовки циркових атракціонів та номерів» | Харків      |      |                                                                                                  |
| Харківське державне художньо-виробниче підприємство                                      | Харків      |      |                                                                                                  |
| Державне підприємство «Дирекція пересувних циркових колективів України»                  | Київ        |      |                                                                                                  |

#### Музичні заклади
У сфері управління Міністерства перебувають дві концертні установи з національним статусом (обидві — в Києві), 10 національних колективів (з них 8 — у Києві, і по 1 — в Одесі та Івано-Франківську), а також 27 обласних концертних установ (в тому числі три — на тимчасово окупованих територіях).
Національні концертні організації
| Назва                                                   | Місто | Фото |
| ------------------------------------------------------- | ----- | ---- |
| Національна філармонія України                          | Київ  |      |
| Національний будинок органної і камерної музики України | Київ  |      |

##### Національні мистецькі колективи
| Назва                                                                                     | Місто            | Фото |  |
| ----------------------------------------------------------------------------------------- | ---------------- | ---- |  |
| Національний заслужений академічний симфонічний оркестр України                           | Київ             |      |  |
| Національний заслужений академічний ансамбль танцю України імені Павла Вірського          | Київ             |      |  |
| Національна заслужена капела бандуристів України імені Г. І. Майбороди                    | Київ             |      |  |
| Національний заслужений академічний український народний хор України імені Г. Г. Верьовки | Київ             |      |  |
| Національний академічний оркестр народних інструментів України                            | Київ             |      |  |
| Національна заслужена академічна капела України «Думка»                                   | Київ             |      |  |
| Національний ансамбль солістів «Київська камерата»                                        | Київ             |      |  |
| Національний одеський філармонійний оркестр                                               | Одеса            |      |  |
| Національний академічний духовий оркестр України                                          | Київ             |      |  |
| Івано-Франківський національний академічний Гуцульський ансамбль пісні і танцю «Гуцулія»  | Івано-Франківськ |      |  |

##### Обласні концертні установи
Майже всі обласні концертні установи розташовано в обласних центрах. Винятки складає лише Будинок органної та камерної музики в Білій Церкві і Луганська філармонія, евакуйована у Сєверодонецьк.
| Назва                                                   | Місто            | Фото | Примітки |
| ------------------------------------------------------- | ---------------- | ---- | --- |
| Вінницька обласна філармонія                            | Вінниця          |      | |
| Волинська обласна філармонія                            | Луцьк            |      | |
| Дніпровська філармонія імені Л. Б. Когана               | Дніпро           |      | |
| Дніпровський будинок органної і камерної музики         | Дніпро           |      | |
| Донецька обласна філармонія                             | Донецьк          |      | Фактично перейшла під опіку терористів «ДНР». |
| Житомирська обласна філармонія імені Святослава Ріхтера | Житомир          |      | |
| Закарпатська обласна філармонія                         | Ужгород          |      | |
| Запорізька обласна філармонія                           | Запоріжжя        |      | |
| Івано-Франківська обласна філармонія                    | Івано-Франківськ |      | |
| Білоцерківський будинок органної і камерної музики      | Біла Церква      |      | |
| Кіровоградська обласна філармонія                       | Кропивницький    |      | |
| Республіканська організація «Кримська філармонія»       | Сімферополь      |      | Фактично управляється Міністерством культури Республіки Крим та іменується як «Кримська державна філармонія»                                                                                   |
| Луганська обласна філармонія                            | Сєвєродонецьк    |      | Заклад перенесено з окупованого терористами Луганська. Разом з тим у Луганську продовжує діяти заклад, що у підконтрольних сепаратистам джерелах іменується як ГУК ЛНР «Луганская филармония». |
| Львівська обласна філармонія                            | Львів            |      | |
| Львівський будинок органної та камерної музики          | Львів            |      | |
| Миколаївська обласна філармонія                         | Миколаїв         |      | |
| Одеська обласна філармонія                              | Одеса            |      | |
| Полтавська обласна філармонія                           | Полтава          |      | |
| Рівненська обласна філармонія                           | Рівне            |      | |
| Сумська обласна філармонія                              | Суми             |      | |
| Тернопільська обласна філармонія                        | Тернопіль        |      | |
| Харківська обласна філармонія                           | Харків           |      | |
| Херсонська обласна філармонія                           | Херсон           |      | |
| Хмельницька обласна філармонія                          | Хмельницький     |      | |
| Черкаська обласна філармонія                            | Черкаси          |      | |
| Чернівецька обласна філармонія                          | Чернівці         |      | |
| Чернігівський обласний філармонійний центр              | Чернігів         |      | |

#### Навчальні заклади
У сфері управління Міністерства культури України перебуває 74 навчальних заклади, з яких 67 вищих і 7 середніх. 14 з них знаходяться в Києві.

##### Вищі навчальні заклади державної власності
У сфері управління Міністерства культури України перебуває 12 вищих навчальних закладів державної власності, серед яких 4 — музичного профілю, по одному — образотворчих, акторських, хореографічного спрямування і 5 — багатопрофільні заклади. 6 із них постійно знаходяться у Києві, по 2 — у Харкові, по одному — в Одесі, Львові, Донецьку (евакуйовано до Києва) і Луганську (евакуйовано до Києва).
| Назва                                                                                     | Місто           | Фото                      | Примітки |
| ----------------------------------------------------------------------------------------- | --------------- | ------------------------- | --- |
| Національна музична академія України імені П. І. Чайковського                             | Київ            |                           | |
| Національна академія образотворчого мистецтва i архітектури                               | Київ            |                           | |
| Київський національний університет культури i мистецтв                                    | Київ            |                           | 2020 року заклад передано у сферу управління Міністерства освіти і науки |
| Донецька державна музична академія імені С. С. Прокоф'єва                                 | Київ (Донецьк)  |                           | Перенесено до Києва. Однойменний заклад, зареєстрований терористичною організацією «Донецька народна республіка», діє в Донецьку у будівлі, де музична академія працювала до окупації |
| Київський національний університет театру, кіно і телебачення імені І. К. Карпенка-Карого | Київ            |                           | |
| Луганська державна академія культури і мистецтв                                           | Луганськ / Київ | Файл:Unknown monument.jpg | Перенесено до Києва згідно з наказом № 966 від 10 листопада 2014 |
| Львівська національна музична академія імені М. В. Лисенка                                | Львів           |                           | |
| Одеська національна музична академія імені А. В. Нежданової                               | Одеса           |                           | |
| Харківський національний університет мистецтв імені І. П. Котляревського                  | Харків          |                           | |
| Харківська державна академія культури                                                     | Харків          |                           | |
| Національна академія керівних кадрів культури i мистецтв                                  |                 |                           | |
| Київське державне хореографічне училище                                                   | Київ            | Файл:Unknown monument.jpg | |

##### Вищі навчальні заклади комунальної власності
У сфері управління Міністерства культури України перебуває 55 вищих навчальних закладів державної власності, з яких 5 знаходиться в Києві, 34 — в обласних центрах і 16 — в інших містах. З них 24 заклади є музичними закладами (22 — музучилища), 15 — заклади культури і мистецтв, 8 — училища культури, 2 — театрально-художні заклади і 2 художні училища, по одному — заклади хореографічного, декоративного та ужиткового, естрадно-циркового і дитяча академія мистецтв. 41 заклад названо училищами, 10 — коледжами, 3 — академіями і 1 — консерваторією.
| Назва                                                                  | Місто                 | Фото | Примітки                                                           |
| ---------------------------------------------------------------------- | --------------------- | ---- | ------------------------------------------------------------------ |
| Вінницьке училище культури i мистецтв імені М. Леонтовича              | Вінниця               |      | До 1997 року — музичне училище                                     |
| Тульчинське училище культури                                           | Тульчин               |      | З 1997 року підпорядковано Вінницькому училищу культури і мистецтв |
| Волинське училище культури i мистецтв імені І. Ф. Стравінського        | Луцьк                 |      | До 1997 року було два заклади — музичне училище і училище культури |
| Дніпровська Академія музики                                            | Дніпро                |      |                                                                    |
| Кам'янський музичний коледж                                            | Кам'янське            |      | До 2015 року — Дніпродзержинське обласне музичне училище           |
| Криворізьке обласне музичне училище                                    | Кривий Ріг            |      |                                                                    |
| Дніпровський театрально-художній коледж                                | Дніпро                |      |                                                                    |
| Дніпропетровський коледж культури і мистецтв                           | Дніпропетровськ       |      |                                                                    |
| Бахмутський коледж мистецтв імені Івана Карабиця                       | Бахмут                |      | До 2015 р. — «Артемівське музичне училище»                         |
| Торецький музичний коледж                                              | Торецьк               |      |                                                                    |
| Маріупольське музичне училище                                          | Маріуполь             |      |                                                                    |
| Житомирське музичне училище імені В. С. Косенка                        | Житомир               |      |                                                                    |
| Житомирський коледж культури і мистецтв імені Івана Огієнка            | Житомир               |      |                                                                    |
| Ужгородське музичне училище імені Д.Задора                             | Ужгород               |      |                                                                    |
| Ужгородський коледж культури і мистецтв                                | Ужгород               |      | До 1997 року було два заклади — музичне училище і училище культури |
| Запорізьке музичне училище імені П. І. Майбороди                       | Запоріжжя             |      |                                                                    |
| Мелітопольське училище культури                                        | Мелітополь            |      |                                                                    |
| Івано-Франківське музичне училище імені Д. Січинського                 | Івано-Франківськ      |      |                                                                    |
| Калуський коледж культури і мистецтв                                   | Калуш                 |      |                                                                    |
| Київський коледж культури і мистецтв                                   | Київ                  |      |                                                                    |
| Київська муніципальна академія музики імені Рейнгольда Глієра          | Київ                  |      | До 2008 — музичне училище                                          |
| Київська муніципальна академія естрадного та циркового мистецтв        | Київ                  |      | До 1998 — училище, до 2007 — коледж                                |
| Київська дитяча академія мистецтв                                      | Київ                  |      |                                                                    |
| Київська муніципальна академія танцю імені Сержа Лифаря                | Київ                  |      |                                                                    |
| Кропивницький музичний фаховий коледж                                  | Кропивницький         |      |                                                                    |
| Олександрійське училище культури                                       | Олександрія           |      |                                                                    |
| Дрогобицьке музичне училище імені В. Барвінського                      | Дрогобич              |      |                                                                    |
| Львівське музичне училище імені С.Людкевича                            | Львів                 |      |                                                                    |
| Львівський коледж декоративного та ужиткового мистецтва імені I. Труша | Львів                 |      |                                                                    |
| Львівське училище культури i мистецтв                                  | Львів                 |      |                                                                    |
| Самбірське училище культури                                            | Самбір                |      |                                                                    |
| Сєверодонецьке обласне музичне училище імені С. С. Прокоф'єва          | Сєверодонецьк         |      |                                                                    |
| Миколаївське музичне училище                                           | Миколаїв              |      |                                                                    |
| Миколаївський коледж культури і мистецтв                               | Миколаїв              |      |                                                                    |
| Одеське училище мистецтв i культури імені К.Ф. Данькевича              | Одеса                 |      |                                                                    |
| Одеське театрально-художнє училище                                     | Одеса                 |      |                                                                    |
| Одеське художнє училище імені М.Грекова                                | Одеса                 |      |                                                                    |
| Полтавське музичне училище імені М.В. Лисенка                          | Полтава               |      |                                                                    |
| Гадяцьке училище культури імені I. П. Котляревського                   | Гадяч                 |      |                                                                    |
| Сумське вище училище мистецтв i культури імені Д. С. Бортнянського     | Суми                  |      |                                                                    |
| Тернопільське обласне музичне училищеімені С. Крушельницької           | Тернопіль             |      |                                                                    |
| Теребовлянське училище культури                                        | Теребовля             |      |                                                                    |
| Харківське музичне училище імені Б.М. Лятошинського                    | Харків                |      |                                                                    |
| Харківське художнє училище                                             | Харків                |      |                                                                    |
| Харківське училище культури                                            | Харків                |      |                                                                    |
| Лозівське училище культури і мистецтв                                  | Лозова                |      |                                                                    |
| Херсонське музичне училище                                             | Херсон                |      |                                                                    |
| Херсонське училище культури                                            | Херсон                |      |                                                                    |
| Хмельницьке музичне училище імені В. І. Заремби                        | Хмельницький          |      |                                                                    |
| Кам'янець-Подільський коледж культури і мистецтв                       | Кам'янець-Подільський |      |                                                                    |
| Уманське обласне музичне училище імені П. Д. Демуцького                | Умань                 |      |                                                                    |
| Черкаське музичне училище імені С. С. Гулака-Артемовського             | Черкаси               |      |                                                                    |
| Чернівецьке обласне училище мистецтв імені С.Воробкевича               | Чернівці              |      |                                                                    |
| Чернігівське музичне училище імені Л. М. Ревуцького                    | Чернігів              |      |                                                                    |
| Ніжинське училище культури i мистецтв імені Марії Заньковецької        | Ніжин                 |      |                                                                    |

##### Середні спеціалізовані мистецькі школи (школи-інтернати)
У сфері управління Міністерства культури України перебуває 7 середніх спеціалізованих закладів. З них 4 — музичного профілю, 2 — художнього і 1 — хореографічного. 3 заклади знаходяться у Києві, по одному — в Харкові, Одесі, Львові та смт Опішня
| Назва | Місто  | Фото | Примітки |
| --- | ------ | ---- | -------- |
| Київська середня спеціалізована музична школа-інтернат імені М. В. Лисенка                                       | Київ   |      |          |
| Львівська середня спеціалізована музична школа-інтернат імені С. Крушельницької                                  | Львів  |      |          |
| Одеська середня спеціалізована музична школа-інтернат імені П. Столярського                                      | Одеса  |      |          |
| Харківська середня спеціалізована музична школа-інтернат                                                         | Харків |      |          |
| Державна художня середня школа імені Т. Г. Шевченка                                                              | Київ   |      |          |
| Державна спеціалізована художня школа-інтернат І-ІІІ ступенів «Колегіум мистецтв у Опішні» імені В. Кричевського | Опішня |      |          |
| Дитяча хореографічна школа при Національному заслуженому ансамблі танцю імені П. Вірського                       | Київ   |      |          |

#### Музеї
Музеї, що належать до сфери управління Міністерства культури України
| Назва                                                                          | Місто                            | Фото | Примітки                                                     |
| ------------------------------------------------------------------------------ | -------------------------------- | ---- | ------------------------------------------------------------ |
| Національний музей історії України                                             | Київ (вул. Володимирська)        |      |                                                              |
| Скарбниця Національного музею історії України                                  | Київ (вул. Лаврська)             |      | філія Національного музею історії України                    |
| Національний музей історії України у Другій світовій війні                     | Київ                             |      |                                                              |
| Національний художній музей України                                            | Київ                             |      |                                                              |
| Національний музей літератури України                                          | Київ                             |      |                                                              |
| Національний музей Тараса Шевченка                                             | Київ (б-р Шевченка)              |      |                                                              |
| Київський літературно-меморіальний будинок-музей Т. Г. Шевченка                | Київ (пров. Шевченка)            |      | Філія Національного музею Тараса Шевченка                    |
| Меморіальний будинок-музей Т.Г.Шевченка                                        | Київ (Пріорка)                   |      | Філія Національного музею Тараса Шевченка                    |
| Національний науково-дослідний реставраційний центр України                    | Київ                             |      |                                                              |
| Дирекція художніх виставок України                                             | Київ                             |      |                                                              |
| Національний музей — заповідник українського гончарства                        | смт Опішне                       |      |                                                              |
| Національний музей у Львові імені Андрея Шептицького                           | Львів (просп. Свободи)           |      |                                                              |
| Художньо-меморіальний музей Олени Кульчицької                                  | вул. Листопадового Чину          |      | відділ Національного музею у Львові імені Андрея Шептицького |
| Художньо-меморіальний музей Олекси Новаківського                               | вул. Листопадового Чину          |      | відділ Національного музею у Львові імені Андрея Шептицького |
| Художньо-меморіальний музей Леопольда Левицького                               |                                  |      | відділ Національного музею у Львові імені Андрея Шептицького |
| Художньо-меморіальний музей Івана Труша                                        |                                  |      | відділ Національного музею у Львові імені Андрея Шептицького |
| Відділ народного мистецтва                                                     | (вул. Драгоманова)               |      | відділ Національного музею у Львові імені Андрея Шептицького |
| Відділ сучасного мистецтва                                                     | (вул. Драгоманова)               |      | відділ Національного музею у Львові імені Андрея Шептицького |
| Відділ стародруків та рукописів                                                | (вул. Драгоманова)               |      | відділ Національного музею у Львові імені Андрея Шептицького |
| Художній музей «Сокальщина»                                                    | Червоноград                      |      |                                                              |
| Львівська національна галерея мистецтв імені Б. Г. Возницького                 | Львів                            |      |                                                              |
| Каплиця Боїмів                                                                 | Львів                            |      | Філія ЛНГМ імені Б. Г. Возницького                           |
| Музей сакральної барокової скульптури 18 ст. «Творчість Іоана Георгія Пінзеля» | Львів (Колишній костел кларисок) |      |                                                              |
| Музей найдавніших пам'яток Львова                                              | Львів                            |      |                                                              |
| Музей мистецтва давньоукраїнської книги                                        | Львів (вул. Коперника)           |      |                                                              |
| Музей альманаху «Русалки Дністрової»                                           | Львів                            |      |                                                              |
| Музей-майстерня Теодозії Бриж                                                  |                                  |      |                                                              |
| Музей європейського мистецтва 16-17 ст.                                        | Львів (Палац Потоцьких)          |      |                                                              |
| Музей модерної скульптури Михайла Дзиндри                                      | Брюховичі                        |      |                                                              |
| Мистецько-історичний сектор «Жовківський замок»                                | Жовква                           |      |                                                              |
| Музей-заповідник «Олеський замок»                                              | Олесько                          |      |                                                              |
| Музей-садиба Маркіяна Шашкевича                                                |                                  |      |                                                              |
| Музей-заповідник «Золочівський замок»                                          | Золочів                          |      |                                                              |
| Музей історії мистецтва «Жидачівської землі»                                   |                                  |      |                                                              |
| Музей-заповідник «Підгорецький замок»                                          | Підгірці                         |      |                                                              |
| Музей «П'ятничанська вежа»                                                     | П'ятничани                       |      |                                                              |
| Музей-меморіал Гетьмана України Івана Виговського                              |                                  |      |                                                              |
| Національний музей «Меморіал жертв Голодомору»                                 | Київ                             |      |                                                              |
| Національний музей народної архітектури та побуту України                      | Київ                             |      |                                                              |
| Національний музей-меморіал жертв окупаційних режимів «Тюрма на Лонцького»     | Львів                            |      |                                                              |
| Національний меморіальний комплекс «Висота маршала І.С.Конєва»                 |                                  |      |                                                              |
| Музей історії Десятинної церкви                                                |                                  |      |                                                              |

#### Обласні центри народної творчості
У сфері управління Міністерстві культури України перебуває 26 обласних центрів народної творчості. Два з них — у Києві.
| Назва                                                                      | Місто             | Адреса                             |
| -------------------------------------------------------------------------- | ----------------- | ---------------------------------- |
| Обласний центр народної творчості.                                         | Вінниця,          | вул. Архітектора Артинова, 33.     |
| Навчально-методичний центр культури Волині.                                | Луцьк,            | вул. П'ятницька Гірка, 3,          |
| Обласний організаційно-методичний центр культури.                          | Ужгород,          | вул. Волошина, 18-а.               |
| КУ «Обласний методичний центр культури і мистецтва».                       | Запоріжжя,        | вул. Олександрівська, 114.         |
| Методичний центр клубної роботи та народної творчості.                     | Дніпро,           | вул. Айдарівська, 58.              |
| Житомирський обласний Центр народної творчості.                            | Житомир,          | вул. Трипільська, 5.               |
| Навчально-методичний центр культури і туризму Прикарпаття.                 | Івано-Франківськ, | вул. Незалежності, 12.             |
| Обласний центр народної творчості та культурно-освітньої роботи.           | Київ,             | вул. Симона Петлюри, 16, офіс 12.  |
| Київський міський центр народної творчості та культурологічних досліджень. | Київ,             | вул. Митрополита Шептицького, 1-б. |
| КУК «Донецький обласний навчально-методичний центр культури»               | Краматорськ,      | вул. Василя Стуса, 63а             |
| Обласний центр народної творчості.                                         | Кропивницький,    | вул. Гоголя, 66/50.                |
| Обласний центр народної творчості.                                         | Сєвєродонецьк,    | вул. Хіміків, 10.                  |
| Державний обласний центр народної творчості та культурно-освітньої роботи. | Львів,            | вул. Курбаса, 3.                   |
| Обласний центр народної творчості та культурно-освітньої роботи.           | Миколаїв,         | вул. Адміральська, 41.             |
| Обласний центр української культури.                                       | Одеса,            | вул. Польська, 20.                 |
| Обласний центр народної творчості та культурно-освітньої роботи.           | Полтава,          | вул. Небесної Сотні, 17.           |
| Обласний центр народної творчості.                                         | Рівне,            | вул. Драгоманова, 22.              |
| Обласний науково-методичний центр культури і мистецтв.                     | Суми,             | вул. Петропавлівська, 49.          |
| Обласний методичний центр народної творчості.                              | Тернопіль,        | вул. Медова, 3.                    |
| Обласний центр народної творчості.                                         | Харків,           | вул. Пушкінська, 62.               |
| Обласний центр народної творчості.                                         | Херсон,           | вул. Ушакова, 16.                  |
| Обласний науково-методичний центр культури та мистецтв.                    | Хмельницький,     | вул. Володимирська, 103.           |
| Обласний центр народної творчості.                                         | Черкаси,          | вул. Верхня Горова, 29.            |
| Навчально-методичний центр культури Буковини.                              | Чернівці,         | вул. Йосипа Главки, 1-а.           |
| Обласний навчально-методичний центр культури і мистецтв.                   | Чернігів,         | вул. Шевченка, 54.                 |

#### Науково-дослідні та методичні організації
У сфері управління Міністерства культури перебуває 7 науково-дослідних установ, з них 6 знаходяться у Києві і одна — у Львові.
| Назва | Місто | Фото |
| --- | ----- | ---- |
| Український центр культурних досліджень | Київ  |      |
| Науково-дослідний інститут пам'яткоохоронних досліджень | Київ  |      |
| Національний центр театрального мистецтва імені Леся Курбаса                                                                                               | Київ  |      |
| Проблемна науково-дослідна лабораторія з вивченню і пропаганди народної музичної творчості Національної музичної академії України імені П. І. Чайковського | Київ  |      |
| Проблемна науково-дослідна лабораторія музичної етнології Львівської національної музичної академії імені М. В. Лисенка                                    | Львів |      |
| Проблемна науково-дослідна лабораторія історії образотворчого мистецтва і архітектури Національної академії образотворчого мистецтва і архітектури         | Київ  |      |
| Державний науково-методичний центр змісту культурно-мистецької освіти                                                                                      | Київ  |      |

#### Культурні центри
Станом на 2014 рік Міністерство культури України опікувалось трьома культурними центрами
| Назва                                                      | Місцезнаходження | Фото | Примітки                                                   |
| ---------------------------------------------------------- | ---------------- | ---- | ---------------------------------------------------------- |
| Культурний центр України в Москві                          | Москва (Арбат)   |      | З 2002 року підпорядкований Державному управлінню справами |
| Український культурно-інформаційний центр у м. Севастополі | Севастополь      |      | переданий у сферу управління Мінкульту 2005 року           |
| Державна агенція промоції культури України                 | Київ             |      | створена 2009 року                                         |

#### Заповідники
У сфері управління Міністерства культури України перебуває 24 заповідники,
| Назва                                                                   | Місцезнаходження                 | Фото | Примітки                                                                          |
| ----------------------------------------------------------------------- | -------------------------------- | ---- | --------------------------------------------------------------------------------- |
| Національний заповідник «Давній Галич»                                  | м. Галич                         |      |                                                                                   |
| Національний історико-етнографічний заповідник «Переяслав»              | Переяслав-Хмельницький район     |      |                                                                                   |
| Національний заповідник «Софія Київська»                                | м. Київ, м. Судак                |      | Один із філіалів заповідника перебуває на тимчасово окупованій території          |
| Кременецько-Почаївський державний історико-архітектурний заповідник     | м. Кременець, м. Почаїв          |      |                                                                                   |
| Національний історико-культурний заповідник «Гетьманська столиця»       | Батурин                          |      |                                                                                   |
| Національний історико-меморіальний заповідник «Биківнянські могили»     | під Києвом                       |      |                                                                                   |
| Національний історико-меморіальний заповідник «Бабин яр»                | м. Київ                          |      |                                                                                   |
| Державний історико-архітектурний заповідник у м. Бережани               | м. Бережани                      |      |                                                                                   |
| Національний архітектурно-історичний заповідник «Чернігів стародавній»  | м. Чернігів                      |      |                                                                                   |
| Державний історико-культурний заповідник «Хотинська фортеця»            | м. Хотин                         |      |                                                                                   |
| Національний заповідник «Хортиця»                                       | м. Запоріжжя                     |      |                                                                                   |
| Національний історико-архітектурний заповідник «Кам'янець»              | м. Кам'янець-Подільський         |      |                                                                                   |
| Національний заповідник «Глухів»                                        | м. Глухів                        |      |                                                                                   |
| Національний історико-культурний заповідник «Качанівка»                 | c. Качанівка                     |      |                                                                                   |
| Національний історико-культурний заповідник «Чигирин»                   | м. Чигирин                       |      | c. Качанівка                                                                      |
| Державний архітектурно-історичний заповідник «Стара Умань»              |                                  |      |                                                                                   |
| Шевченківський національний заповідник                                  | біля м. Канів                    |      | Перший в Україні історико-культурний заповідник, удостоєний статусу національного |
| Державний історико-культурний заповідник у місті Жовкві                 | м. Жовква                        |      |                                                                                   |
| Державний історико-культурний заповідник «Батьківщина Тараса Шевченка»  | Звенігородський район            |      |                                                                                   |
| Національний Києво-Печерський історико-культурний заповідник            | Київ                             |      |                                                                                   |
| Національний історико-меморіальний заповідник «Поле Берестецької битви» | Радивилівський район, с. Пляшева |      |                                                                                   |
| Національний історико-археологічний заповідник «Кам'яна Могила»         | біля м. Мелітополь               |      |                                                                                   |
| Державний історико-культурний заповідник у місті Белзі                  | Белз                             |      |                                                                                   |
| Національний заповідник «Замки Тернопілля»                              | м. Збараж                        |      |                                                                                   |

#### Кіностудії
5
| Назва                                                             |                              |
| ----------------------------------------------------------------- | ---------------------------- |
| Національна кіностудія художніх фільмів імені Олександра Довженка | Київ (проспект Перемоги, 44) |
| Національний центр Олександра Довженка                            | Київ (вул. Васильківська, 1) |
| Національна кінематека України                                    | Київ (вул. Кіото, 27)        |
| Українська студія хронікально-документальних фільмів              | Київ (вул. Коновальця, 18)   |
| Українська кіностудія анімаційних фільмів                         | Київ (вул. Кіото, 27)        |

#### Національні творчі спілки
| Спілка                                                  | Місто | Фото або логотип |
| ------------------------------------------------------- | ----- | ---------------- |
| Національна спілка композиторів України                 | Київ  |                  |
| Національна хореографічна спілка України                | Київ  |                  |
| Національна всеукраїнська музична спілка                | Київ  |                  |
| Національна спілка кобзарів України                     | Київ  |                  |
| Національна спілка художників України                   | Київ  |                  |
| Національна спілка майстрів народного мистецтва України | Київ  |                  |
| Національна спілка фотохудожників України               | Київ  |                  |
| Національна спілка письменників України                 | Київ  |                  |
| Національна спілка театральних діячів України           | Київ  |                  |
| Національна спілка краєзнавців України                  | Київ  |                  |
| Національна спілка кінематографістів України            | Київ  |                  |